# Victor Vasarely Múzeum (Pécs)

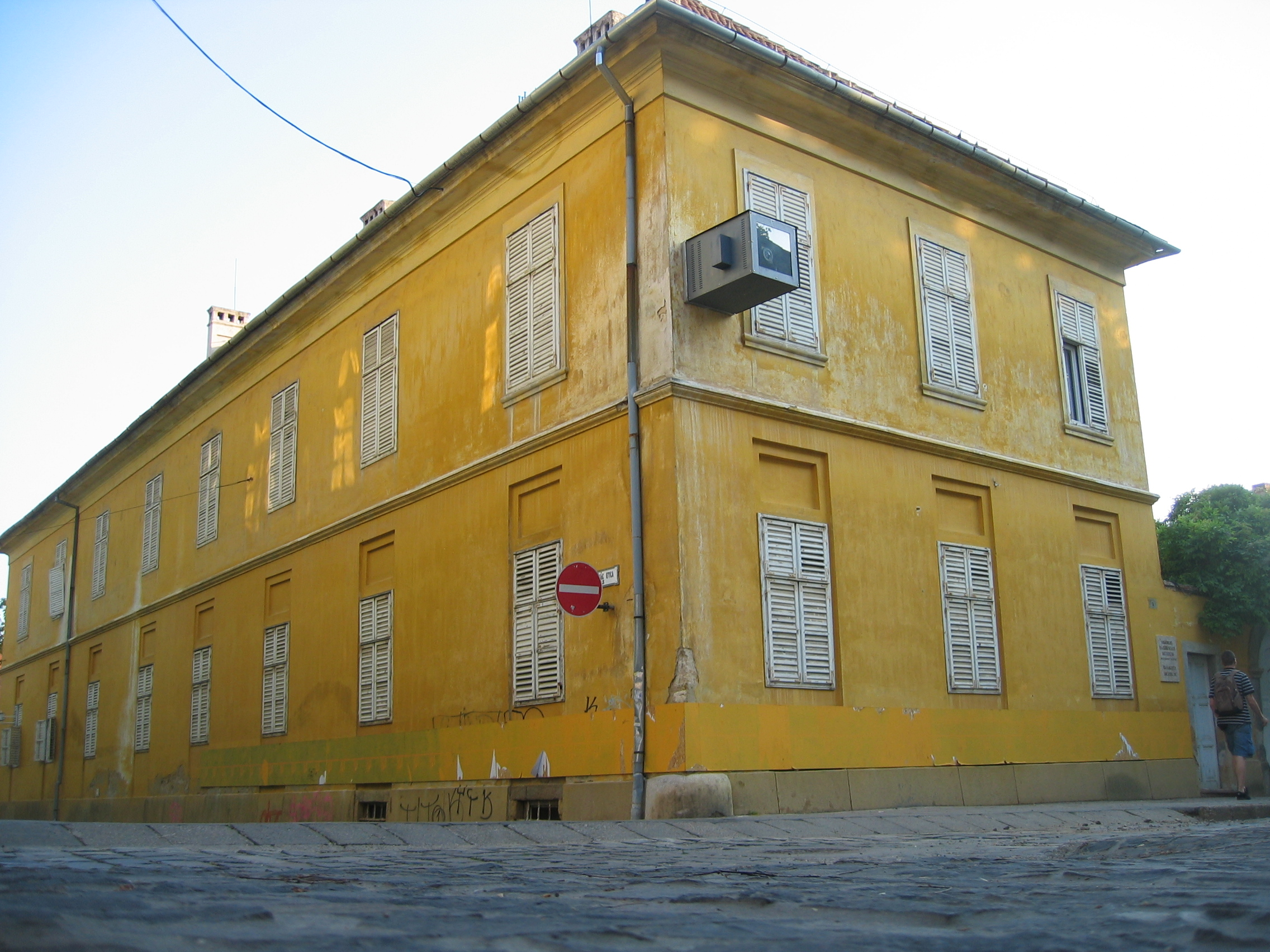
A Vasarely Múzeum épülete 2009-ben

A Victor Vasarely Múzeum Pécs egyik legjelentősebb múzeuma a Káptalan utcában.

## Története
Victor Vasarely (Vásárhelyi Győző, 1906–1997) világhírű művész több művét Pécsnek adományozta, múzeuma 1976-ban nyílt meg a házban, ahol élete első éveit töltötte. Láthatók itt a nemzetközi geometrikus, kinetikus, koncept művészet más alkotóinak munkái is.
A kiállítás végigköveti a művész életművét, amelyet ő maga 1947-től korszakokra osztott aszerint, hogy az egyes periódusokban készült művek milyen élményhez vagy természeti környezethez köthetők. Korai munkásságát (1930–1947 között) „tévutaknak” nevezte. Grafikai munkásságában a fekete-fehér és a vonal periódusnak tulajdonított kiemelt szerepet.
1930-tól 1997-ben bekövetkezett haláláig Franciaországban élt. Először 1968-ban ajándékozott egy szerigráfiákból álló kollekciót a pécsi múzeumnak. A kiállításon nyomon követhető az op-art kialakulásának a folyamata a dekoratív textilektől, a világszerte ismert Zebra 1938 változataitól az organikus, vagy a konstruktív látványélmény fokozatos absztrakcióján át a geometrikus, fekete-fehér konstruktív művekig.
Vasarely művei mellett láthatók itt a nemzetközi geometrikus, kinetikus, koncept művészet jellegzetes dokumentumai. E gyűjteményrész kiemelkedő darabjai François Morellet, Jean Gorin, Hans Arp, Günther Uecker, Nicolas Schöffer, Jesus Rafael Soto alkotásai.

## Az épület
1838-ban épült Piatsek József tervei alapján. Eredetileg kanonokház volt.

## Lásd még
- Múzeumutca

## Külső hivatkozások
- A Janus Pannonius Múzeum oldaláról
- A vendegvaro.hu oldaláról
- Az iranymagyarorszag.hu oldaláról